# Mont Rausu
 (octobre 2018).
Si vous disposez d'ouvrages ou d'articles de référence ou si vous connaissez des sites web de qualité traitant du thème abordé ici, merci de compléter l'article en donnant les références utiles à sa vérifiabilité et en les liant à la section « Notes et références ».
Le mont Rausu (羅臼岳, Rausu-dake) est un volcan du Japon situé sur la péninsule de Shiretoko, dans l'île de Hokkaidō.
Il culmine à 1 661 mètres d'altitude. Les villes les plus proches sont Shari et Rausu.
Il fait partie du parc national de Shiretoko depuis sa création en 1964. La péninsule de Shiretoko est également inscrite au patrimoine mondial depuis 2005.
Le mont Rausu fait partie de la liste des 100 montagnes célèbres du Japon. L'astéroïde (5603) Rausudake est nommé en son honneur.
Un festival y est organisé les 3 juillet.

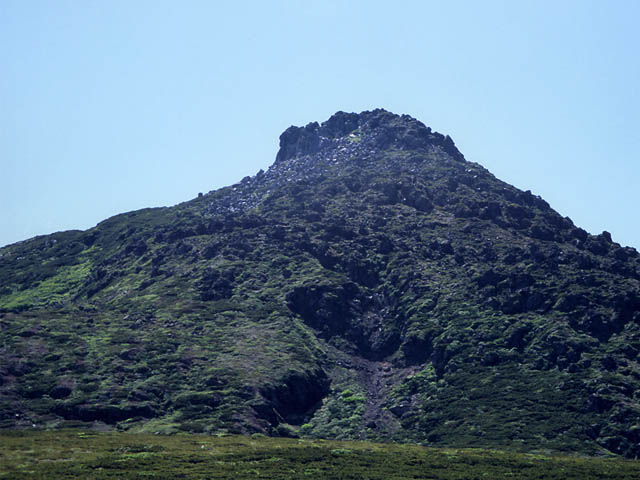
Vue du sommet du mont Rausu.